# مارینئو
مارینئو (به ایتالیایی: Marineo) یک کومونه در ایتالیا است که در استان پالرمو واقع شده‌است.

## خصوصیات
مارینئو ۳۳٫۳ کیلومترمربع مساحت و ۶٬۸۸۵ نفر جمعیت دارد و ۵۵۰ متر بالاتر از سطح دریا واقع شده‌است.

## نگارخانه

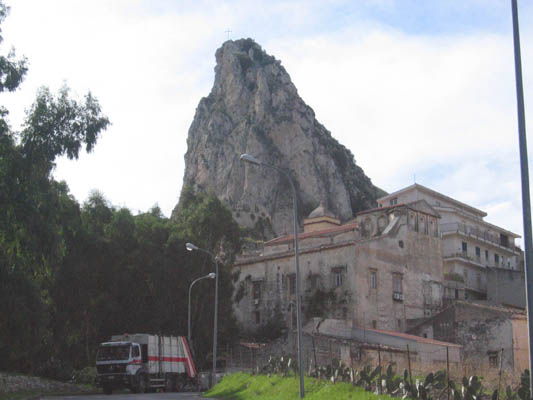
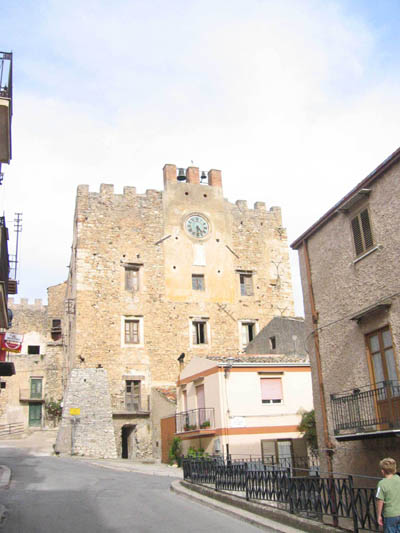
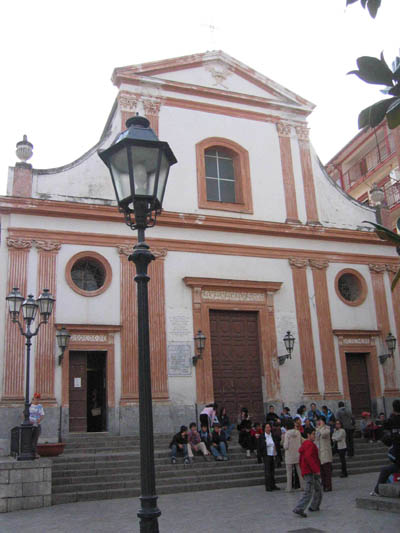
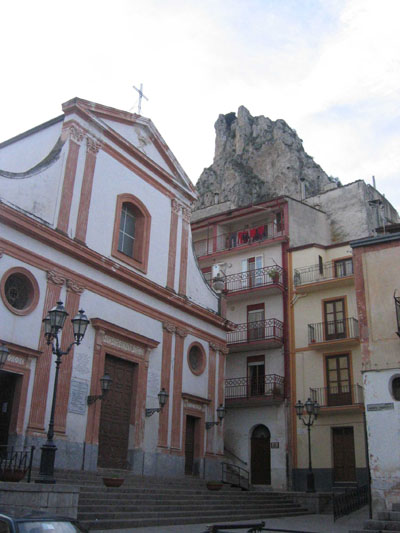